# Xenomyia hirtibasis
Xenomyia hirtibasis är en tvåvingeart som beskrevs av Jacques-Marie-Frangile Bigot 1885. Xenomyia hirtibasis ingår i släktet Xenomyia och familjen husflugor. Inga underarter finns listade i Catalogue of Life.